# آرشالویس پایتیان
آرشالویس زاونی پایتیان (ارمنی: Արշալույս Զավենի Փայտյան؛  زادهٔ ۲ دسامبر ۱۹۵۹) فرد نظامی اهل ارمنستان است.

## زندگی‌نامه
وی در ۲ دسامبر ۱۹۵۹ در نوراشن به دنیا آمد و از انستیتو علوم پرورشی کیروواکان (۱۹۸۷) فارغ‌التحصیل گشت. همچنین برندهٔ جوایزی همچون مدال گارگین نژده، نشان وارتان مامیکونیان مقدس (۲۰۱۱) و نشان صلیب رزمی درجه دو شده است.

## یادداشت
1. ↑  ՀՀ Զինված ուժերի գլխավոր շտաբի պետի տեղակալ
2. ↑  Կիրովականի (Վանաձորի) պետական մանկավարժական ինստիտուտ